# Observatoire de la capitale
L'Observatoire de la Capitale est un point d'observation de la ville de Québec. Il est situé au 31e et dernier étage de l'édifice Marie-Guyart, sur la colline parlementaire de Québec.

## Description
Ce point d'observation permet de contempler la capitale du Québec depuis son plus haut sommet, à 221 mètres d'altitude.
Les vastes parois vitrées de l'Observatoire de la Capitale offrent des vues plongeantes sur le Vieux-Québec, le fleuve Saint-Laurent, l'île d'Orléans, les contreforts des Appalaches, les cimes des Laurentides...
Il est aussi possible de découvrir le Québec d'hier au rythme d'un parcours d'interprétation multimédia et interactif signé Bart Dufour puisant son inspiration des années 1960, période marquante pour la société québécoise et sa capitale.
La Commission de la capitale nationale du Québec agit à titre de gestionnaire de l'Observatoire de la Capitale depuis 2008. Auparavant, il a été utilisé comme lieu d'exposition temporaire sous le nom d'Anima G.
En 2016, il a attiré près de 91 000 visiteurs, un achalandage en hausse grâce notamment à l'augmentation du nombre de touristes d'origine asiatique.

## Photos

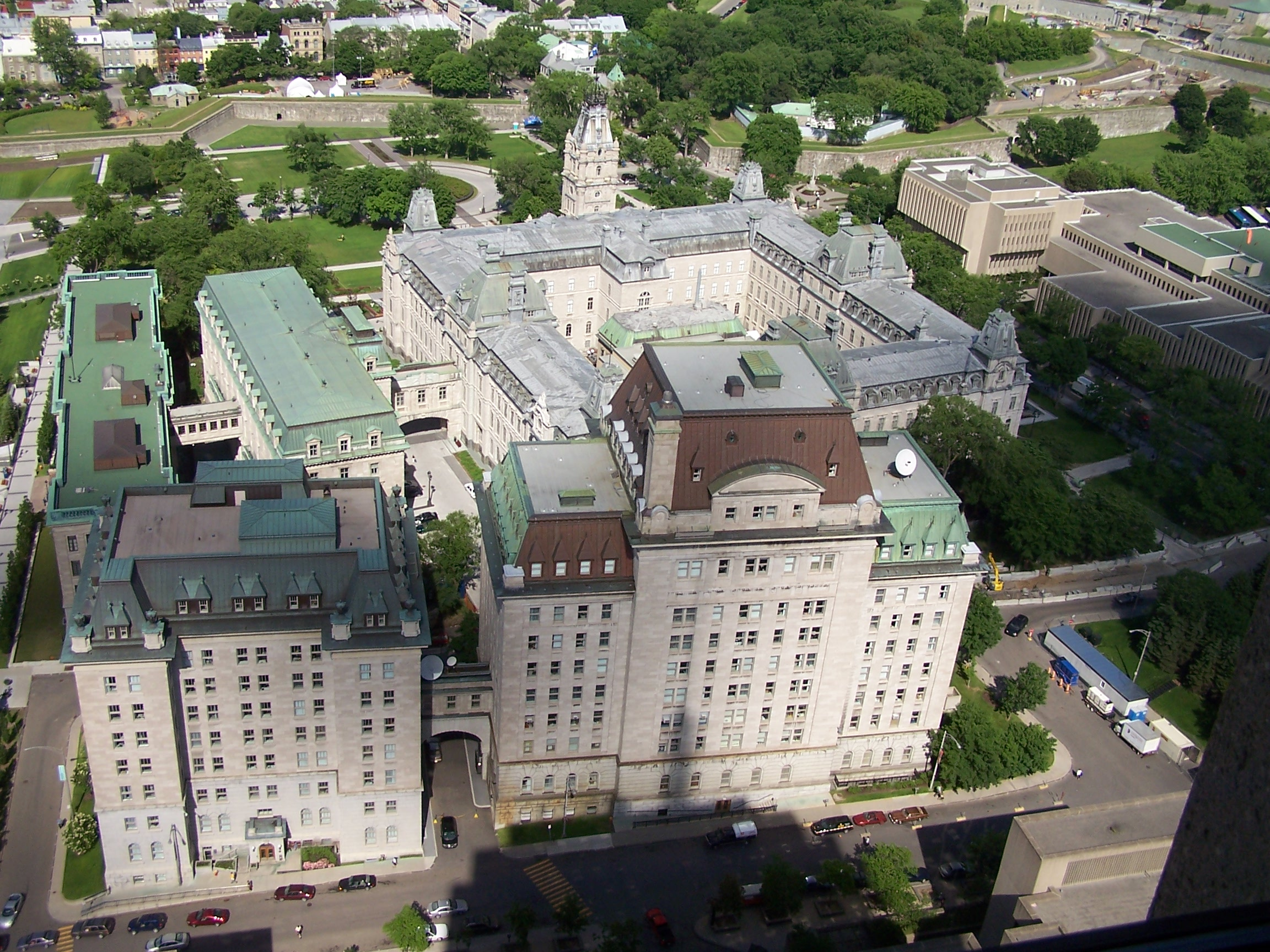
Le Parlement du Québec
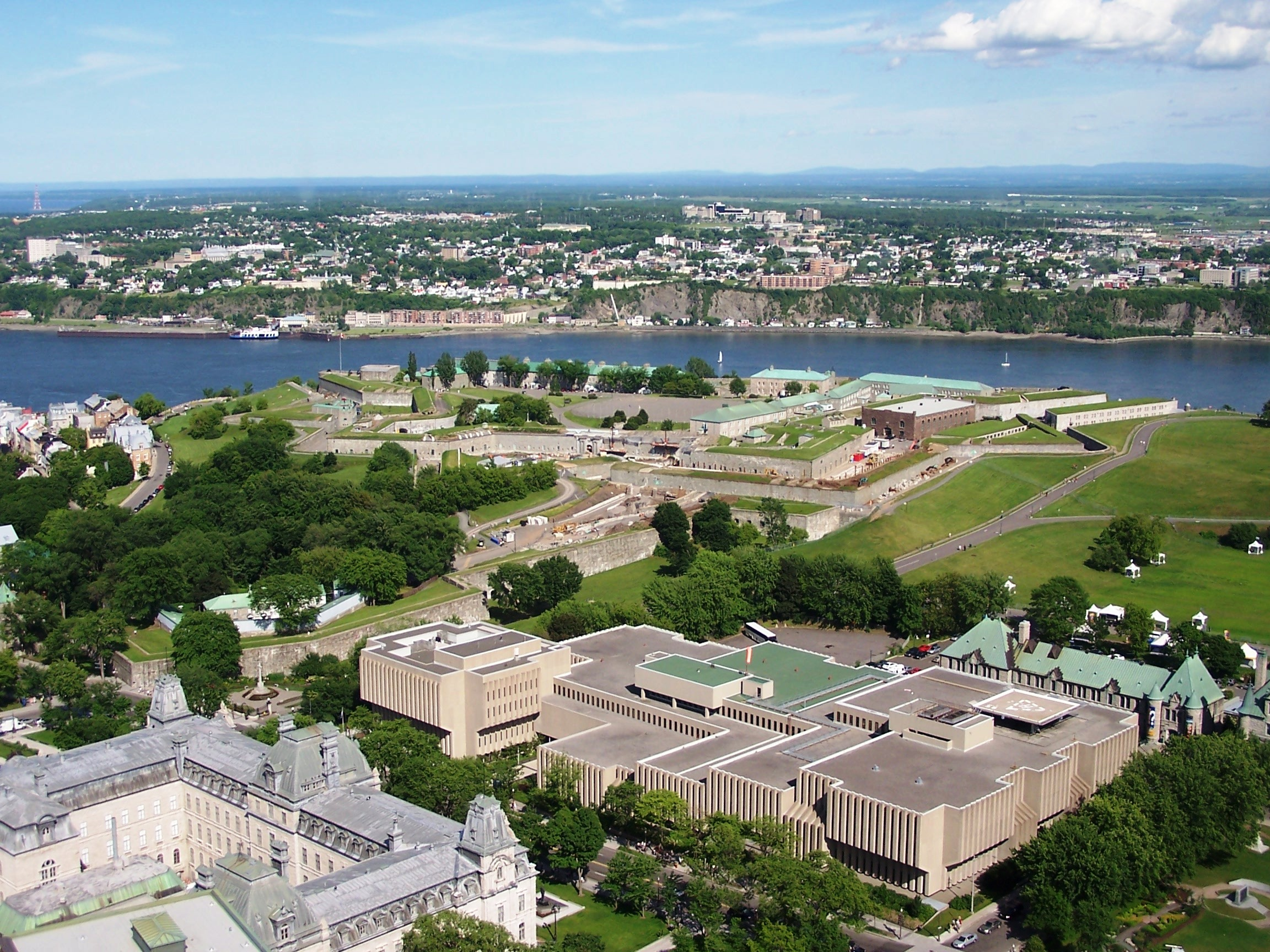
La Citadelle
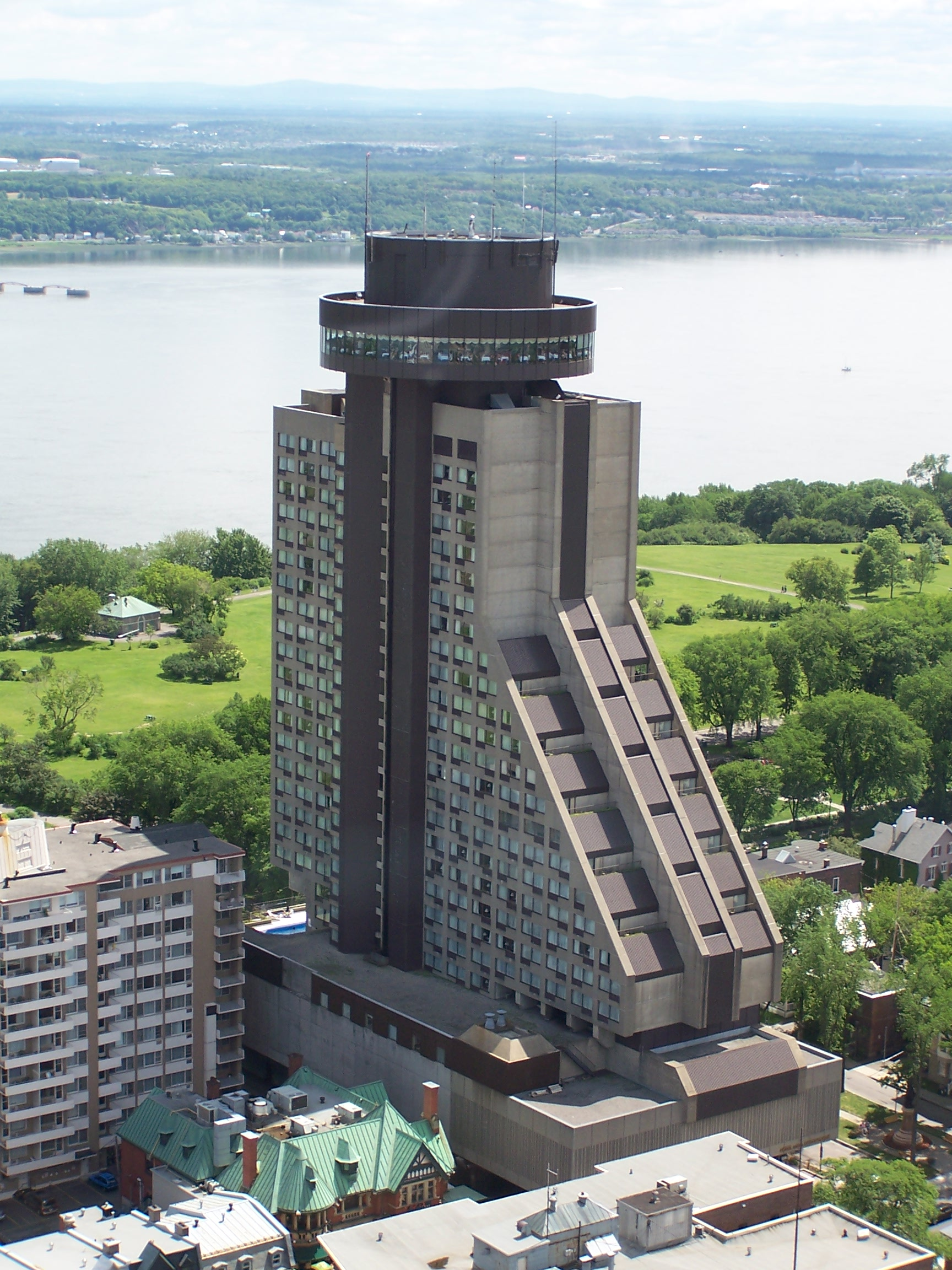
L'hôtel Le Concorde Québec
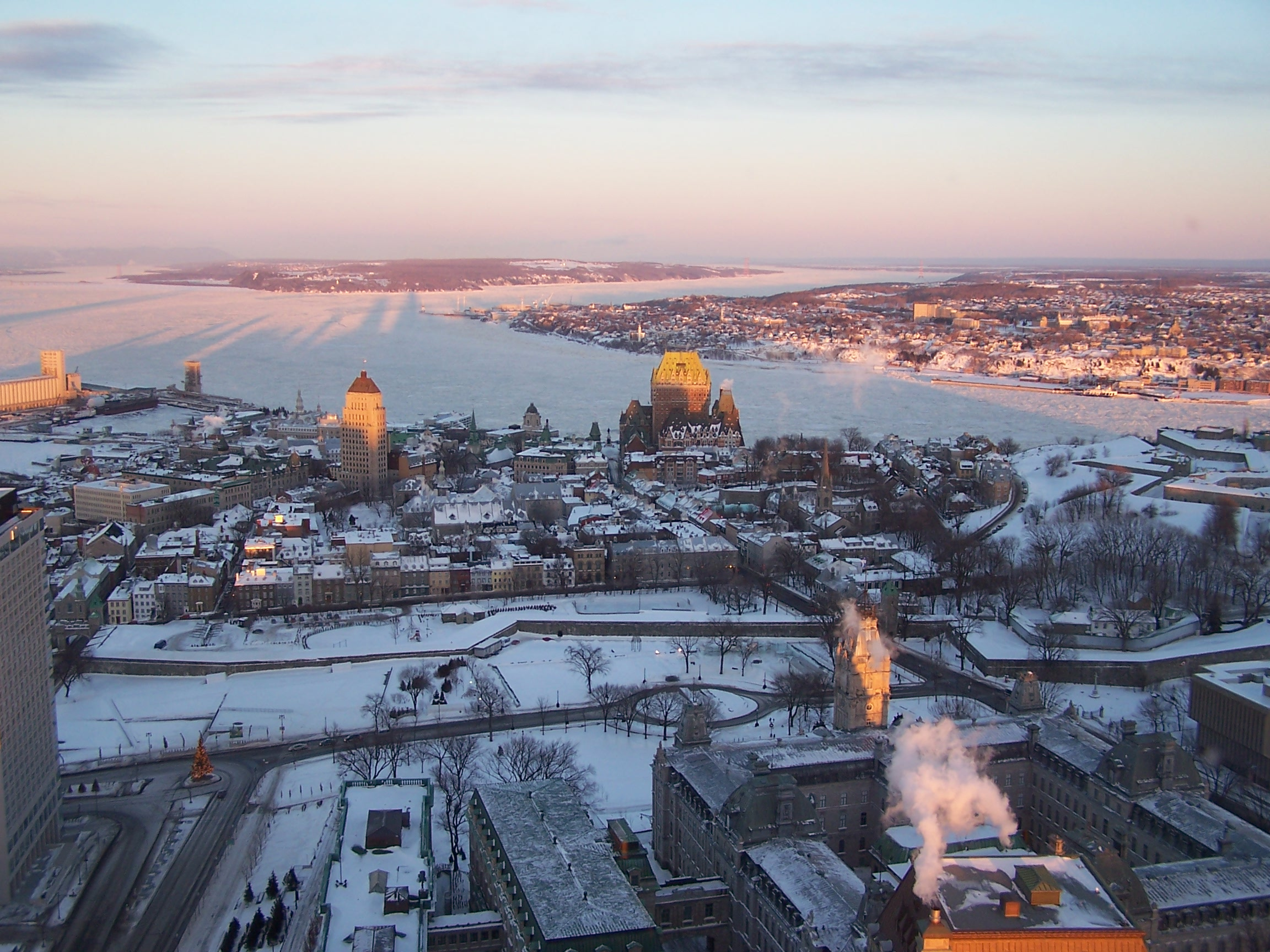
Le Vieux-Québec, en hiver
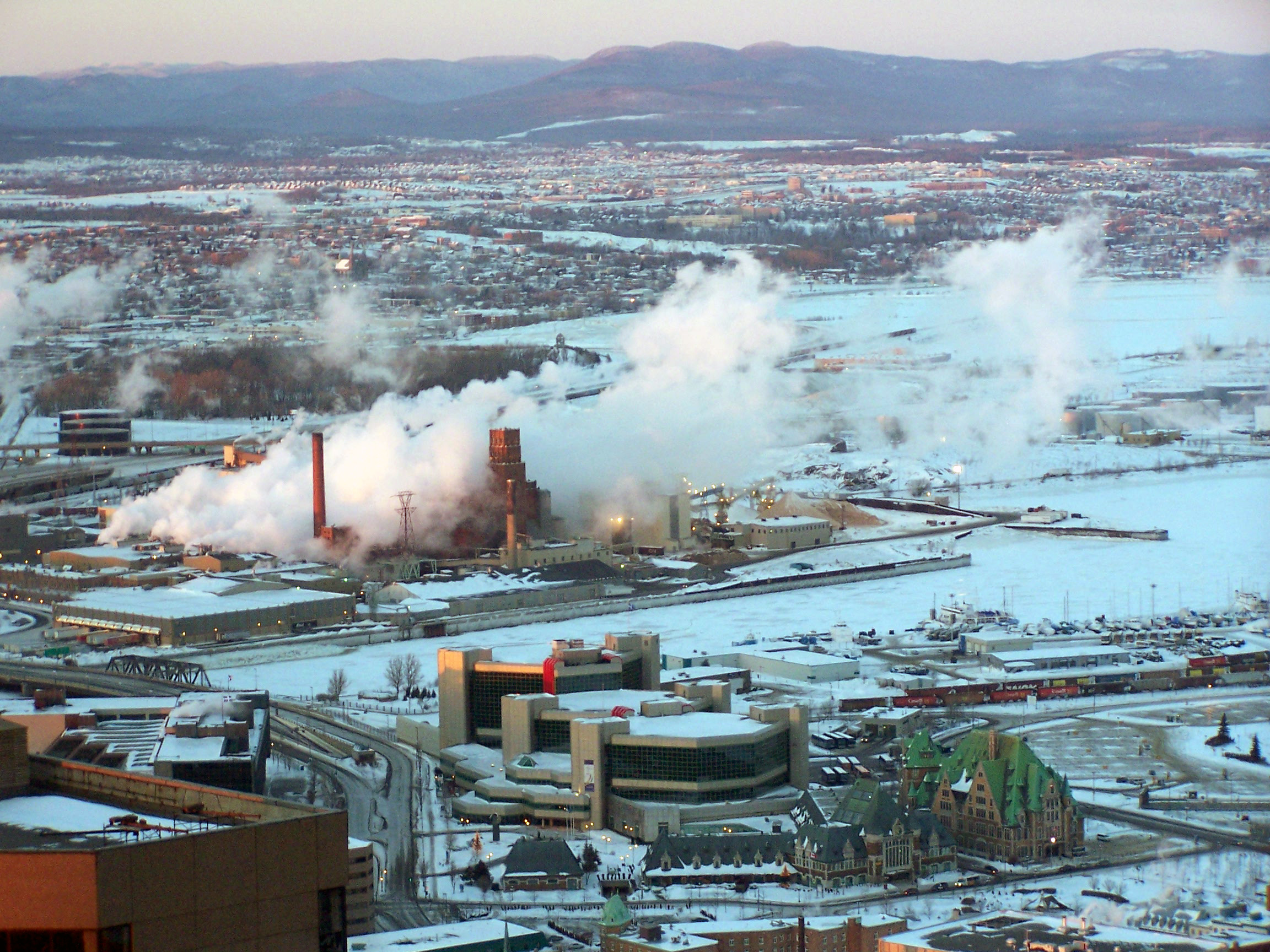
Le port, la gare
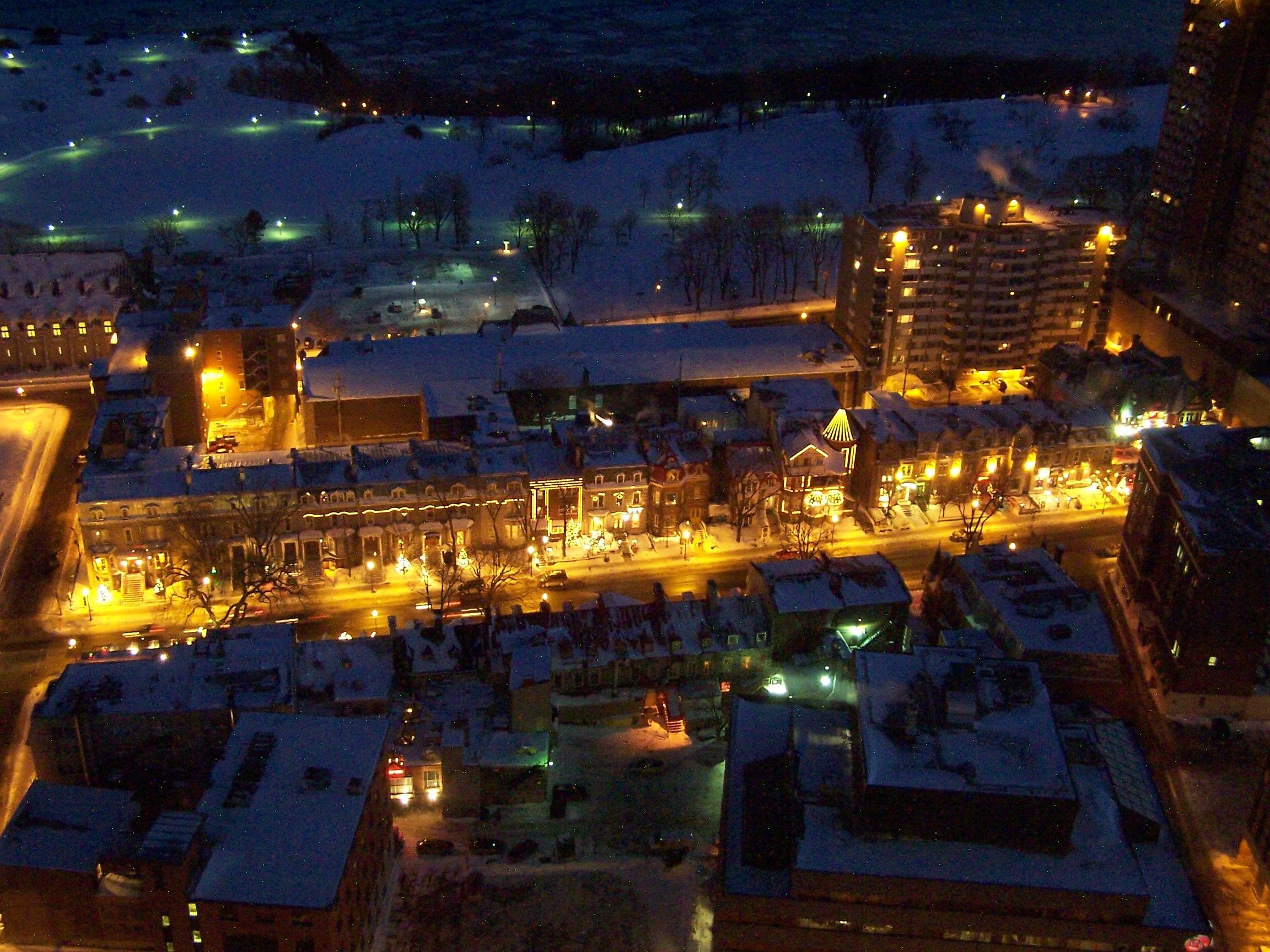
La Grande Allée
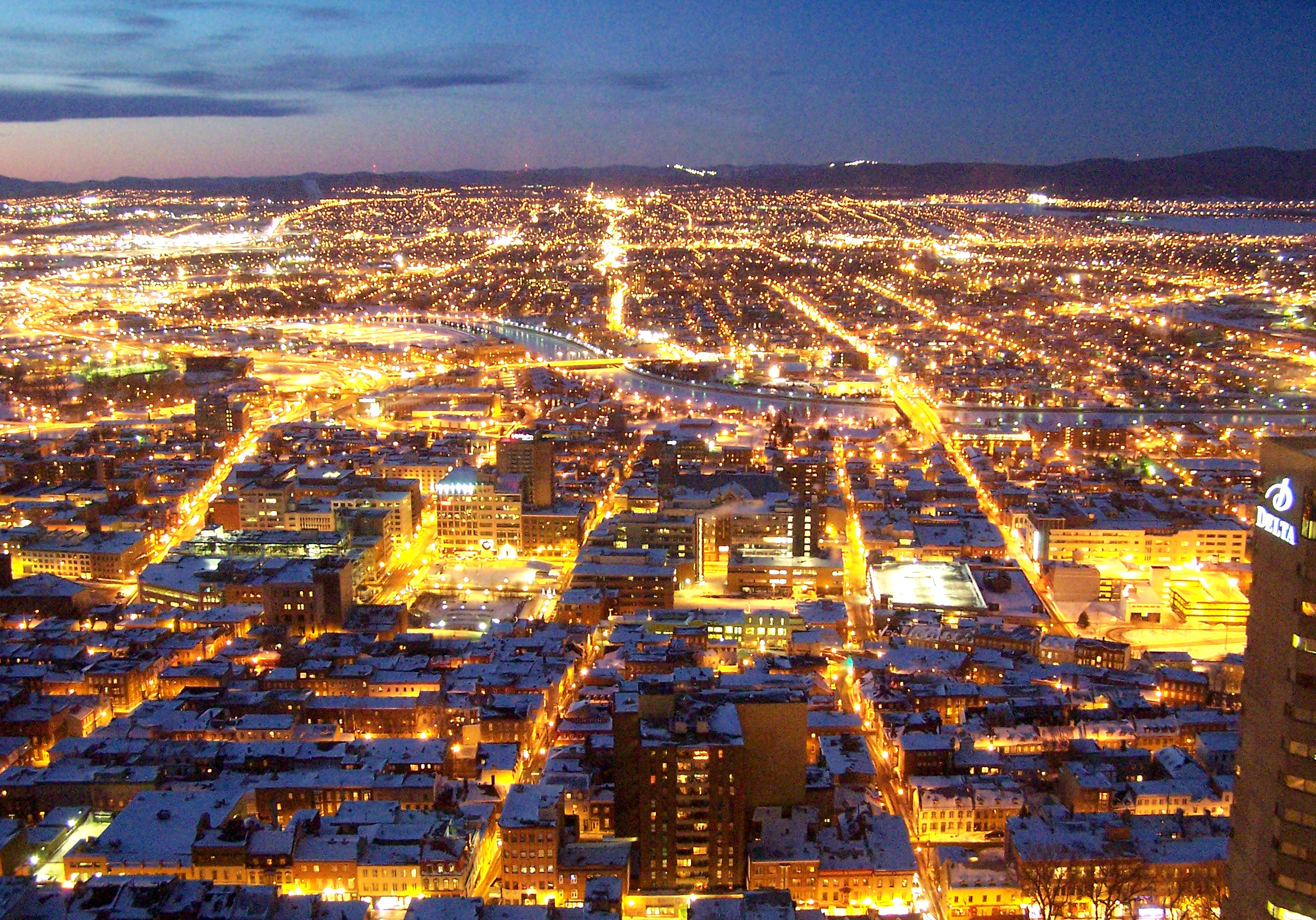
Vue de nuit sur la Basse-ville de Québec
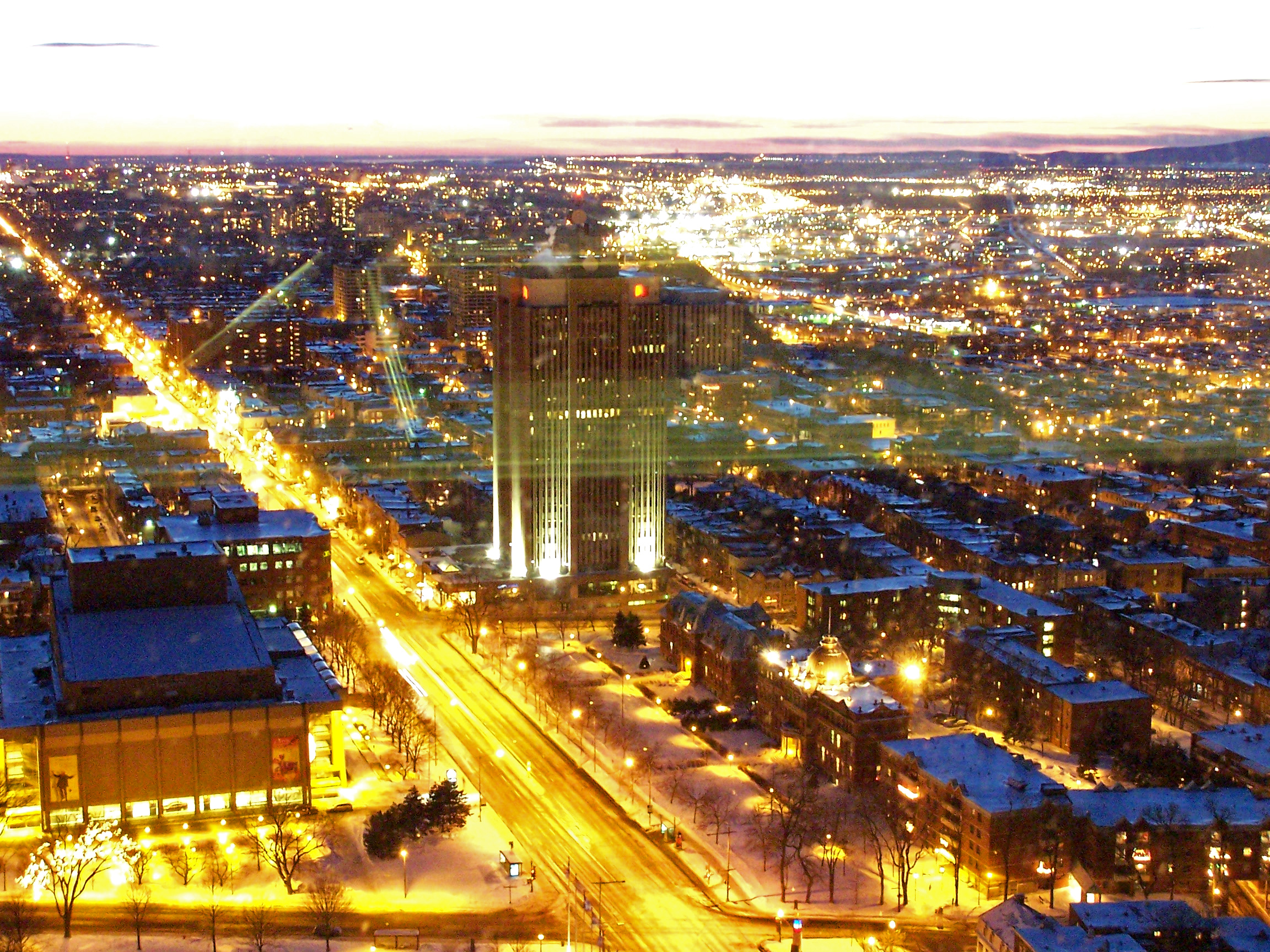
Boulevard René-Lévesque et la tour 150 René-Lévesque Est
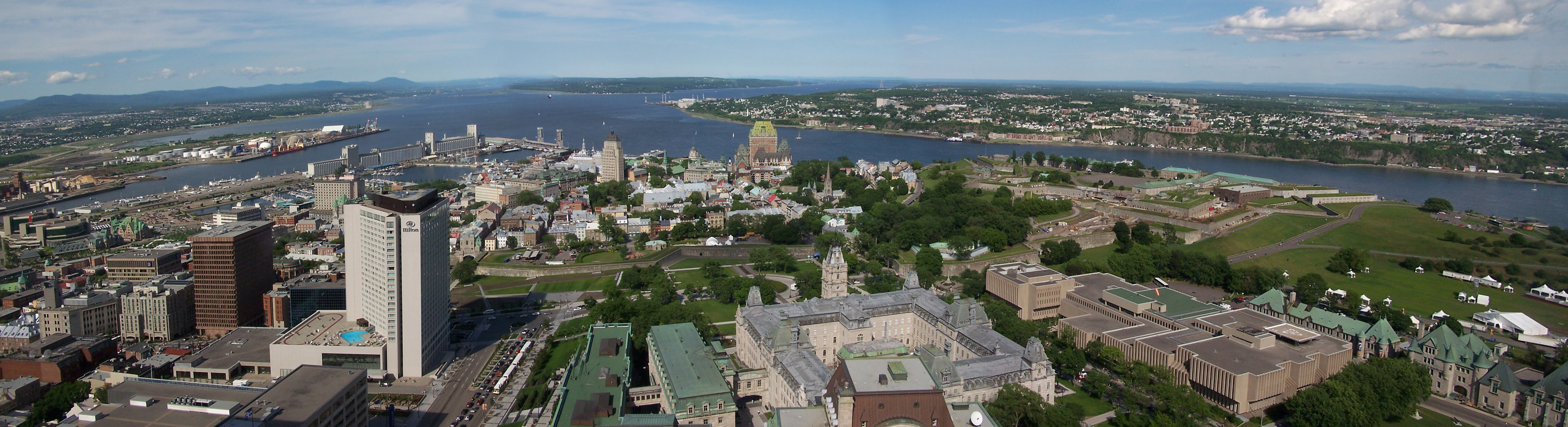
Vue panoramique sur la Colline Parlementaire et le Vieux-Québec